# Le Treizième Conte
Le Treizième Conte (The Thirteenth Tale) est un roman britannique publié en 2006. Premier roman de Diane Setterfield, il est devenu un succès de librairie et s’est classé premier du New York Time Book Review du 8 octobre 2006. 
Les éléments de l'intrigue incluent : manoir anglais, incendie, jumelles, gouvernante et fantômes.

## Synopsis
Vida Winter est l’un des écrivains les plus connus de Grande-Bretagne. Elle est cependant peu loquace quand il s’agit d’évoquer son passé. Les gens prétendent que sa vie est un secret, et nombre de biographes et de journalistes ont essayé en vain d’en savoir plus. Chaque fois, Vida Winter a donné des versions différentes d’une vie totalement fantastique. Alors que sa santé se détériore et que sa mort est imminente, la romancière souhaite laisser une trace de sa véritable histoire. 
Margaret Lea est passionnée de littérature (et plus particulièrement de littérature britannique du XIXe siècle). Elle travaille au sein de la librairie familiale, tenue par son père. Un jour, Vida Winter lui demande de la rejoindre chez elle pour écrire sa biographie : la vie excentrique de la famille Angelfield. Margaret craint alors que la vieille dame ne lui fasse perdre son temps en lui racontant l’une de ses fabulations, et montre, d’entrée de jeu, sa détermination à ne pas se laisser manipuler.
Margaret lit alors une ancienne version d’un livre de Miss Winter, intitulé Les Treize contes de la métamorphose et du désespoir, et découvre que son père possède l’unique version intitulée ainsi. Mais le titre soulève un problème : le livre ne contient que douze contes. Le treizième se révélera, finalement, être la biographie de Miss Winter. 
Margaret finit par accepter la proposition. Cette aventure l’obligera à démêler les mystères du passé, afin de réconcilier Miss Winter avec ses fantômes.
Le lecteur est témoin des nombreux parallèles existants entre les vies de Margaret et de Miss Winter. Ainsi, Vida fait émerger du récit de son passé un lourd secret familial qui ronge Margaret.

## Analyse

### Remarques générales
Le Treizième Conte est à la fois une version moderne des romans écrits à l’époque victorienne et un livre à succès contemporain. L’intrigue n’a rien de réaliste et se rapproche davantage du conte de fée. Ce trait se ressent dans l’écriture mystérieuse de l’auteur. Le livre mêle plusieurs genres littéraires : il s’agit à la fois d’un roman fantastique, gothique et à suspense ; d’une tragédie et d’un livre romantique. Il met en scène des personnages à l’identité confuse ; des mensonges, des vérités à moitié révélées et une atmosphère ensorcelante faite de landes mystérieuses et de nuits noires.
Le roman n’est pas sans rappeler les grands classiques de la littérature britannique, comme Jane Eyre de Charlotte Brontë (notamment au travers de la famille Angelfield), œuvre continuellement évoquée tout au long du récit. On retrouve également l’atmosphère du roman d’Emily Brontë : Les Hauts de Hurlevent. Le roman Rebecca de Daphne du Maurier, a, dit-on, aussi largement influencé Diane Setterfield. Un parallèle peut être ainsi fait entre Manderley et le manoir des Angelfield. 
Il est très difficile de situer l’époque à laquelle se déroule le récit. L’action pourrait très bien se passer aujourd’hui, comme une centaine d’années auparavant. En revanche, contrairement au facteur temporel, le facteur géographique occupe une place de choix : les lieux sont très importants car ils contribuent à créer l'atmosphère idéale pour relater une histoire de fantômes.
Enfin, on peut constater la présence de différents niveaux au sein du récit. Le passé de Vida Winter constitue une intrigue insérée dans une première intrigue. Son passé est ainsi enchâssé dans une autre histoire, le présent. Le récit de Vida Winter et celui de Margaret s'entrecroisent. 
La narration qui guide le récit est comparable à celle des grandes œuvres du XIXe siècle. On y retrouve le schéma « début, milieu, fin ». Chaque chapitre relance l'intérêt, car ils donnent une nouvelle tournure aux événements. La fin, impressionnante, est impossible à deviner ou à imaginer. Elle sous-entend, sans jamais le formuler clairement, les causes et les implications de ce passé compliqué, qui a influencé toute la vie de Vida Winter.

### Thème
Le leitmotiv général du récit pourrait se résumer dans la demande suivante : « Dites-moi la vérité ». Margaret formule cette requête à Vida Winter, qui n’a cessé de se créer des vies imaginaires, afin de laisser le mystère planer sur son passé. Même son nom, Vida Winter, n'est que pure invention. La vérité est aussi le désir qu’exprime Margaret, dont le passé cache depuis longtemps un douloureux secret. Miss Winter accepte de dire la vérité, obligeant ainsi les deux femmes à se confronter à leurs fantômes respectifs.

### Réception
Traduction de critiques parues dans la presse anglo-saxonne : 
“Il est peu probable que ceux qui achèteraient ce roman, complexe, envoûtant et, finalement, profondément émouvant, aient l’impression d’avoir perdu au change.” —–
Philadelphia Inquirer
“Le premier roman de Diane Setterfield se lit aussi bien au cours d’une après-midi pluvieuse passée dans le canapé, qu’au cours d’une belle journée d’été sur la plage.” —–
Library Journal
“Le Treizième Conte est un livre qui suscite un besoin de savoir, et vous réveille en plein milieu de la nuit... À la façon d’un classique de la littérature enfantine, il est éternel, charmant, un vrai régal.” —– 
San Diego Tribune
Après plus de dix jours d’enchères, la maison d'édition Orion House, qui avait fait une offre un jour seulement après avoir reçu le manuscrit du roman, rachète les droits du livre plus de 800 000 livres sterling ; et la maison d’édition américaine Atria Group les a rachetés pour un million de dollars. Au cours des quatre premiers mois, ce sont plus de quarante mille exemplaires, au Royaume-Uni, et quatre-cent mille, aux États-Unis, qui se sont vendus. 

## Intrigue enchâssée
Isabelle et Charlie Angelfield habitent avec leur père dans un imposant manoir isolé, perdu au beau milieu de sinistres landes. Entre les deux enfants, se développe une étrange relation, qui tourne autour d’Isabelle. Elle est devenue l’obsession de son frère aîné. Par conséquent, ce dernier sombre dans la folie le jour où elle épouse Roland March, un jeune homme vivant dans le même comté. Cependant, Roland meurt très peu de temps après leur mariage, et Isabelle revient donc rapidement au manoir. Elle apporte avec elle deux nouveau-nés : des jumelles, Adeline et Emmeline March, auxquelles elle a donné naissance. Quand Isabelle se fait interner pour des problèmes psychiatriques, Charlie se voit contraint d’élever ses deux nièces, qui se révèleront être d’étranges enfants, issues d’une famille aristocratique et perdue, livrées à elles-mêmes dans un manoir hanté isolé et délaissé.

## Contenu

### Les personnages
- Margaret Lea : fille d’un libraire, Miss Winter lui demande d’écrire sa biographie.

- Vida Winter : célèbre écrivain qui a toujours su éviter de révéler aux journalistes la vérité sur son passé, mais qui est, maintenant, sur le point de la révéler à Margaret Lea.

- Isabelle Angelfield : fille cadette de George Angelfield, elle donne naissance aux jumelles : Emmeline et Adeline.

- Charlie Angelfield : frère aîné d’Isabelle, il nourrit une  passion et un amour obscur à l’égard de sa sœur.

- Emmeline March : fille la moins violente d’Isabelle.

- Adeline March : fille la plus violente d’Isabelle.

- Aurelius Love : habitant de la région d’Angelfield qui se prend d’amitié pour Margaret.

- John-the-dig : jardinier du domaine d’Angelfield depuis toujours.

- The Missis : vieille intendante d’Angelfield.

- Hester Barrow : gouvernante d’Adeline et Emmeline.

- Dr Maudsley : médecin local dont les maladroites tentatives d’aide envers les jumelles vont faire plus de mal que de bien.

- George Angelfield : père de Charlie et Isabelle, il délaisse son fils et idolâtre sa fille.

- Roland March : mari d’Isabelle.

- Mathilde Angelfield : mère de Charlie et Isabelle, elle meurt en couches le jour de la naissance d’Isabelle.

- Judith : intendante de Vida Winter.

- Dr Clifton : médecin de Vida Winter.

## Conclusion
« Que faut-il en attendre : un bon récit écrit par une talentueuse écrivaine au sujet d’un bon récit raconté par une talentueuse écrivaine », selon Erin Collazo Miller (pigiste et critique de livres pour des journaux et des sites internet).

## Presse
- STOVER, Kaite. The Thirteenth Tale. Booklist, 1er septembre 2006, no 103.
- UK teacher awarded GBP800,000 for debut novel in deal with Orion. M2 Best Books. 28 décembre 2005.
- HERBERT, IAN. Teacher secures £1.3m advance for her debut novel. The Independent, 24 décembre 2005.
- Doubleday Entertainment's Newest and Tenth International Book-of-the-Month(R) Selection is Diane Setterfield's The Thirteenth Tale. PR Newswire. 12 septembre 2006.
- PERRIER, Jean-Claude. Enchanteresse. Livre hebdo. 12 janvier 2007, no 672, p. 48.

## Adaptation à la télévision
- 2013 : The Thirteenth Tale, téléfilm britannique de James Kent, avec Vanessa Redgrave et Olivia Colman
 (cf. « Le Treizième Conte » (présentation de l'œuvre), sur l'Internet Movie Database)